# Arheološko nalazište ostaci crkve sv. Anastazija (Staša)
Arheološko nalazište ostaci crkve sv. Anastazija (Staša) nalazi se u mjestu Staševica kod Ploča.
Ostaci starije crkve posvećene salonitanskom mučeniku sv. Anastaziju (Stašu), po kojem je mjesto i dobilo ime, nalaze se odmah uz istočni začelni zid današnje župne crkve, sagrađene 1979.g. Manja istraživanja tadašnjeg Regionalnog zavoda za zaštitu spomenika iz Splita 1975.g. potvrdila su postojanje manje jednobrodne sakralne građevine s polukružnom apsidom, pravilno orijentirane. Na temelju ostataka para lezena u brodu crkve, moguće je pretpostaviti da je građevina bila presvođena, a svod statički ojačan pojasnicama. Građevina je zidana tehnikom opus incertum, grubo obrađenim klesancima čija obrada ukazuje da su zidovi bili ožbukani s vanjske i unutarnje strane. Širina građevine iznosi 348 cm, sačuvana dužina 364 cm. Može se pretpostaviti da je crkva bila duža za još jednu sačuvanu dužinu, što odgovara crkvenom modelu tj. odnosu njezine širine i dužine 1:2. Na temelju dosadašnjih spoznaja, može se pretpostaviti da je građevina imala dvije građevinske faze – kasnoantičku i srednjovjekovnu, no to mogu potvrditi samo sustavna arheološka istraživanja. U znanstvenoj literaturi, crkva sv. Anastazija okarakterizirana je isključivo kao starokršćanska građevina iz 5.-6.st.

## Zaštita
Pod oznakom Z-7597 zavedeno je kao nepokretno kulturno dobro - pojedinačno, pravna statusa zaštićena kulturnog dobra, klasificirano kao "kopnena arheološka zona/nalazište".